# Iffeldorf
Iffeldorf település Németországban, azon belül Bajorországban. Lakosainak száma 2765 fő (2023. december 31.). Iffeldorf Penzberg, Münsing, Antdorf és Seeshaupt községekkel határos.

## Népesség
A település népessége az elmúlt években az alábbi módon változott:
| Lakosok száma | 485  | 1544 | 1565 | 2529 | 2519 | 2494 | 2572 | 2639 | 2754 | 2765 |
|               | 1875 | 1950 | 1975 | 2010 | 2012 | 2013 | 2015 | 2017 | 2021 | 2023 |